# 布拉德福冰川
布拉德福冰川（英語：Bradford Glacier），是南極洲的冰川，位於葛拉漢地的葛拉漢海岸，流經杜威山，最終注入科姆里冰川，由英國探險隊繪入地圖，現時由南極條約體系管理。